# Atarfe
Atarfe là một đô thị trong tỉnh Granada, Tây Ban Nha. Theo điều tra dân số 2007 thành phố này có dân số là 12.919 người.